# كشك التصوير

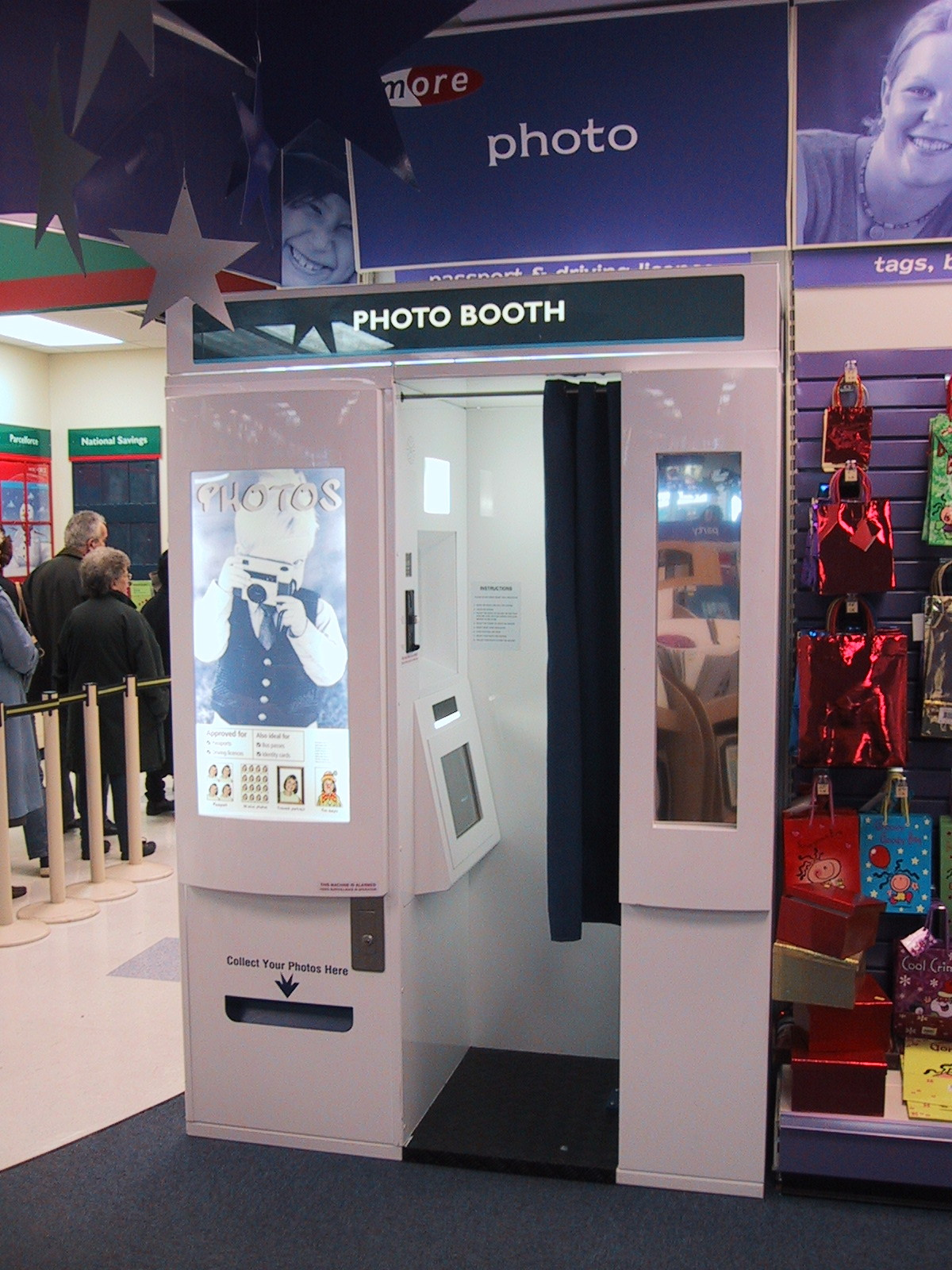
كشك التصوير في المملكة المتحدة

كشك التصوير (بالإنجليزية: Photo booth)، عبارة عن آلة بيع ذاتية أو كشك حديث يحتوي على معالج آلي، وعادة ما يعمل بالعملة، وكاميرا ومعالج أفلام. اليوم، الغالبية العظمى من أكشاك التصوير رقمية.

## التاريخ
تم تقديم براءة اختراع أول آلة تصوير آلية في عام 1888 من قبل ويليام بوب وإدوارد بول من بالتيمور. أول آلة تصوير معروفة حقًا كانت منتجًا للمخترع الفرنسي إنجالبيرت (مارس 1889). تم عرضه في المعرض العالمي لعام 1889 في باريس. قدم المصور الألماني ماثيو ستيفنز من شيكاغو براءة اختراع لمثل هذه الآلة في مايو 1889. لم تكن هذه الآلات المبكرة موثوقة بما يكفي لتكون مكتفية ذاتيا. كان أول جهاز فوتوغرافي أوتوماتيكي ناجح تجاريًا هو «بوسكو» من المخترع كونراد بيرنت من هامبورغ (براءة اختراع في 16 يوليو 1890).

## العملية
بعد إدخال الأموال في الماكينة، يمكن للعديد من العملاء دخول المقصورة والوقوف لعدد محدد من الوضعيات. تتضمن بعض الخيارات الشائعة القدرة على تغيير الإضاءة والخلفيات، بينما توفر أحدث الإصدارات ميزات مثل الكاميرات من مجموعة متنوعة من الزوايا والمراوح والمقاعد وتأثيرات الشاشة الزرقاء. حتى أن بعض المؤسسات تقدم أزياء وشعر مستعار للعملاء مؤقتًا.
بمجرد التقاط الصور، يختار العملاء الصور التي يرغبون في الاحتفاظ بها وتخصيصها باستخدام شاشة تعمل باللمس أو شاشة حساسة للقلم. ثم تعرض الشاشة التي تعمل باللمس مجموعة واسعة من الخيارات مثل الطوابع الافتراضية والصور والقصاصات الفنية والخلفيات الملونة والحدود والأقلام التي يمكن فرضها على الصور.